# Три велшке романсе
Три велшке романсе (вел. Y Tair Rhamant) су три приче на средњовелшком језику које се повезују са Мабиногионом. То су верзије артуријанских прича које се такође појављују у делима Кретјена де Троа. Критичари расправљају о томе да ли су велшке романсе засноване на Кретјеновим поемама или потичу из заједничког оригинала. Романсе су сачуване у Белој књизи Ридерха и Црвеној књизи Хергеста, обе из 14. века, иако је сам материјал најмање стар колико и Кретјенова дела.
Три велшке романсе су:
- Овејн, или Госпа од Извора; која одговара Кретјеновом делу Ивејн, витез с лавом
- Герент и Енида; која одговара Кретјеновом делу Ерек и Енида
- Передур, син Еврауга; која одговара Кретјеновом делу Парсифал, или легенда о Светом гралу

## Овејн, или Госпа од Извора
Овејн, или Госпа од Извора, одговара старофранцуској поеми Ивејн, витез с лавом, коју је написао Кретјен де Троа. Причa је сачувана у Белој књизи Ридерха и Црвеној књизи Хергеста, које потичу из 14. века. Њен јунак, Ивејн, заснован је на историјској личности Овејну маб Уријену. Ова романса прати јунака који се жени својом вољеном, Госпом од Извора, али је губи јер је занемарује због витешких подвига. Уз помоћ лава кога спашава од змије, он проналази равнотежу између брачних и друштвених обавеза и поново се сједињује са својом супругом.
Некада се мислило да су Овејн и Ивејн настали из заједничког изгубљеног извора, али се данас сматра вероватнијим да је Овејн директно или индиректно заснован на Кретјеновој поеми, с тим што су му додати локални књижевни елементи како би био ближи велшкој публици. Ипак, и даље је могуће да је Кретјен користио неки велшки извор, чему у прилог говоре поједине епизоде из Житија Светог Мунга, у којима свечев отац Овејн покушава да освоји његову мајку, ћерку Лота од Лотијана, што показује сличности са наративом Ивејна.

## Герент и Енида
Герент и Енида, позната и под насловом Герент, син Ербинов, одговара поеми Ерек и Енида из 12. века, коју је написао Кретјен де Троа. Неки стручњаци сматрају да оба текста потичу из заједничког изгубљеног извора, док други верују да је Герент директно или индиректно заснован на Ереку (иако је могуће да је Кретјен користио неки келтски извор). Причa је сачувана у Белој књизи Ридерха и Црвеној књизи Хергеста.
Ова романса прати љубав Герента, једног од Артурових људи, и прелепе Ениде. Герент, син краља Ербина од Думноније, удвара се Ениди. Њих двоје се венчавају и почињу да живе заједно. Међутим, почињу да круже гласине да је Герент омекшао. Узнемирена тиме, Енида сама себи у сузама каже да није достојна жена јер га је одвратила од витешких дужности, али Герент њене речи погрешно тумачи као признање неверства. Приморава је да пође с њим на дуго и опасно путовање, забранивши јој да му се обраћа. Енида више пута крши ту забрану како би га упозорила на опасности. Следе бројне авантуре које доказују њену љубав и његову борбену вештину. На крају се срећно мире и Герент наслеђује очево краљевство.
Енида се не појављује у велшким изворима ван ове романсе, али је Герент већ био популаран јунак. Неки истраживачи верују да је Ерек из Кретјенове поеме заснован на Геренту, док други мисле да је велшки аутор једноставно заменио француско име које је публици било непознато, именом које би препознали и повезали са јунаштвом.
Лорд Алфред Тенисон је две песме у својој збирци Idylls of the King засновао на причи Герент и Енида. Првобитно су биле објављене као једна поема под насловом Енида 1859. године, а касније их је поделио на две: Герентов брак и Герент и Енида.

## Передур, син Еврауга
Передур, син Еврауга, повезује се са недовршеном романсом Парсифал, или легенда о Светом гралу Кретјена де Троа, али садржи бројне упадљиве разлике у односу на то дело — најзначајнија је одсуство централног објекта француске поеме, Светог грала. Верзије овог текста сачуване су у четири рукописа из 14. века.
Главни јунак приче, Передур, путује на двор краља Артура како би постао витез. Млади Передур креће у низ авантура које се завршавају његовом борбом против девет чаробница.